# Валовиці (Любуське воєводство)
Валовиці (пол. Wałowice, нім. Wallwitz) — село в Польщі, у гміні Ґубін Кросненського повіту Любуського воєводства.
Населення — 377 осіб (2011).
У 1975-1998 роках село належало до Зеленогурського воєводства.

## Демографія
Демографічна структура станом на 31 березня 2011 року:
|          | Загалом | Допрацездатний вік | Працездатний вік | Постпрацездатний вік |
| -------- | ------- | ------------------ | ---------------- | -------------------- |
| Чоловіки | 183     | 35                 | 134              | 14                   |
| Жінки    | 194     | 42                 | 123              | 29                   |
| Разом    | 377     | 77                 | 257              | 43                   |